# Некос Володимир Юхимович
Некос Володимир Юхимович (нар. 3 жовтня 1938, с. Кам'яні Потоки на Полтавщині — 26 вересня 2010, Харків) — географ, еколог, доктор географічних наук, професор, заслужений діяч науки і техніки України.

## Біографія
У 1961 закінчив Харківський державний університет ім. О. М. Горького. У 1975 захистив кандидатську дисертацію, у 1986 — докторську.
З 1960 по 1968 рр. працював у Харківському відділку Українського географічного товариства на посаді начальника експедиції, досліджуючи рельєф та четвертинні відклади Лівобережної України. З 1968 року працював у Харківському університеті: з 1988 — завідувач кафедрою геоекології та конструктивної географії, з 2007 — декан уперше створеного екологічного факультету, завідувач кафедри екології та неоекології. Заслужений професор Харківського національного університету імені В. Н. Каразіна.

## Науковий доробок
Основні праці вченого стосуються питань дистанційних методів досліджень в географії та екології, неоекології та охорони природи, радіогеографії, екологічної освіти. Засновник нового наукового напрямку та наукової школи радіогеографії. Автор більш ніж 20 підручників та навчальних посібників для студентів вищих навчальних закладів екологічних спеціальностей. Серед них «Основи радіогеографії», «Загальна екологія та неоекологія», «Вступ до фаху», «Екологічна безпека», «Дистанційні методи досліджень в екології», «Нормування антропогенного навантаження на навколишнє середовище». Створив 5 монографій та більше 300 наукових публікацій. Увів поняття «неоекологія» як сучасну науку щодо вивчення екологічних проблем. Активно займався розвитком екологічної освіти в Україні. Був головним редактором серії «Екологія» збірника наукових праць «Вісник Харківського національного університету».

## Нагороди і відзнаки
Номінант почесного диплома культури Американського Біографічного інституту. Включений до списку 9-го перевидання Міжнародного каталогу видатних лідерів сучасності, а також до списку 2000 видатних інтелектуалів 21-го століття, що опублікував Міжнародний Біографічний центр (Кембридж, Англія).